# Humor Risk (album)
Humor Risk è il sesto album in studio del musicista statunitense Cass McCombs, pubblicato nel 2011.

## Tracce
1. Love Thine Enemy – 3:56
2. The Living Word – 5:44
3. The Same Thing – 6:13
4. To Every Man His Chimera – 5:21
5. Robin Egg Blue – 3:42
6. Mystery Mail – 7:50
7. Meet Me at the Mannequin Gallery – 4:28
8. Mariah – 3:55

## Formazione
- Cass McCombs - voce, chitarra elettrica, chitarra acustica, piano, percussioni
- Dan Altaire - batteria
- Rob Barbato - basso, voce
- Will Canzoneri - organo, piano, clavinet, Hammond B3
- Chris Cohen - chitarra elettrica
- Ariel Rechtshaid - sintetizzatore
- Parker Kindred - batteria
- Brad Truax - basso
- Dave Schiffman - percussioni
- John Webster Johns - sintetizzatore, chitarra elettrica
- Liza Thorn - voce